# Germandön
Germandön är ett naturreservat i Luleå kommun i Norrbottens län.
Området består av ön med samma namn i de södra delarna av Lule skärgård.
Vid folkräkningen 1960 (befolkning enligt den 1 november 1960) var ön obebodd och omfattade en areal av 15,67 km², varav allt land.